# Аеренхіма
Аеренхі́ма (грец. αηρ — повітря та εγχυμα — наповнення) — повітроносна тканина у рослин. 
Аеренхіма складається з паренхімних клітин і міжклітинних просторів, заповнених повітрям. Завдяки малій питомій вазі аеренхіми органи водяних, напівзанурених болотяних та деяких наземних рослин не опускаються на дно. В аеренхімі є запас повітря, необхідний для газообміну клітин та вертикального росту рослин.